# General Maritime Treaty
General Maritime Treaty var en traktat, indgået i 1820 mellem Storbritannien og en række arabiske stammer ved den Persiske Bugt i det område, som indtil da havde haft navnet Piratkysten. Traktaten havde til formål at begrænse sørøveri. Efter indgåelsen af traktaten fik området navnet Traktatkysten (på engelsk Trucial Oman).
I traktaten indgik en bestemmelse om at de venligtsindede arabere skulle tilføje en hvid kant til deres hidtidige røde flag. Flagene for Bahrain, Qatar og flere af de Forenede Arabiske Emirater har deres udseende herfra.
| Flag | Spire Denne artikel om flag eller vexillologi er en spire som bør udbygges. Du er velkommen til at hjælpe Wikipedia ved at udvide den. |